# Podivná knihovna
Podivná knihovna (japonsky  不思議な 図書館, Fushigi na toshokan) je povídka japonského spisovatele Haruki Murakami z roku 2005. Česky kniha vyšla roku 2014 v překladu Tomáše Jurkoviče v nakladatelství Odeon.

## Obsah
Mladík si jako každý večer odskočí do místní knihovny vrátit dvě knížky a nějaké jiné si půjčit. Domů se však již nevrátí; běžná knihovna se náhle změní v záhadné bludiště s nekonečnými chodbami, zamčenými dveřmi a celou, ve které se nakonec ocitá. Společnost mu občas dělá dědek, ovčí muž a záhadná krásná dívka, která nemluví. Noční můra sice nakonec skončí, ale nic už není jako dřív.